# Titánia, Titánia, avagy a dublőrök éjszakája
A Titánia, Titánia, avagy a dublőrök éjszakája 1988-ban bemutatott magyar játékfilm, Bacsó Péter filmrendező szatirikus politikai filmvígjátékainak egyike. A film főbb szerepeit Bodrogi Gyula és Udvaros Dorottya alakította.

## Cselekmény
A történet színhelye egy fiktív poszt-sztálinista diktatúra, Titánia (Nagytitán Népi Köztársaság) valahol Kelet-Európában (esetleg Amerikában vagy Afrikában), amit egy, a valósággal való kapcsolatait teljes mértékben elvesztett házaspár irányít: a Főtitán, aki már több mint húsz éve keseríti népe életét, valamint felesége, Angelika, akiben az évek hosszú sora alatt az a kényszerképzet alakult ki, hogy nagyjából minden tudományterülethez ő ért a legjobban. A Főtitán kifogyhatatlan az őrült parancsokból, ifjú tábornoka és titkára pedig megbízhatóan gondoskodik azok végrehajtásáról.
Az élet azonban még egy főtitán számára is véges, és bár az istenadta nép még mindig az ereje teljében lévő bölcs vezért látja a tévében, amint legújabb zseniális lépéseiről szónokol, ő maga már haldoklik, egy napon pedig egy hirtelen roham végez is vele. Ekkor derül ki, hogy a diktátornak három dublőre is volt, akik a vezér halálával egy csapásra fölöslegessé váltak. Angelika magához hívatja őket, hogy megköszönje addigi szereplésüket, ők viszont rájönnek, hogy immár az életük a tét, ezért még aznap éjjel, hárman háromfelé próbálnak szökni. Végül mégis visszakerülnek a fővárosba, hogy ott dőljön el a sorsuk.
A film (a készítők által deklaráltan is) két jól elkülönülő részre oszlik: az első rész a három dublőrnek a főtitáni palotából való szökéséig tart, míg a második részben azt követheti nyomon a néző, hogy a dublőrök hogyan (és meddig) tudnak túlélni egymagukban a megváltozott politikai környezetben. A korabeli kritikákból az is kiderül, hogy azok szerzőinek viszonylag nagy hányada bírálta a sztorinak ezt a megosztását, illetve nehezményezték a két történetfél kidolgozottságának (véleményük szerint) jelentősen eltérő mivoltát.

## Közreműködők

### Szereplők
- Bodrogi Gyula – Főtitán / színész / rabló / kocsis
- Udvaros Dorottya – Angelika
- Igó Éva – Bankpénztároslány
- Kaszás Attila – Tábornok
- Kiss Andrea – Faluparancsnok
- Gelley Kornél – Fősámán
- Méhes László – Titkár
- Bezerédi Zoltán – Benzinkutas
- Hável László –
- Harkányi Endre – Autós
- Iglódi István – Plasztikai sebész
- Kari Györgyi – Vasúti pénztáros
- Nagy Zoltán –
- Patkós Irma –
- Tordai Teri – bankfiókvezető
- Vajda László
- Versényi Ida
- Szacsvay László – medve
- Bata János
- Bicskey Károly
- Both Béla
- Bódis Irén
- Czikély László
- Fekete András
- Gőz István
- Hunyadkürthy György
- Huszár László
- Kenderesi Tibor
- Konter László
- Marton Kati
- Spindler Béla
- Surányi Imre

### Alkotók
- Rendező: Bacsó Péter
- Forgatókönyvíró: Bacsó Péter
- Zeneszerző: Vukán György
- Operatőr: Andor Tamás
- Vágó: Morell Mihály

## Kritikák, ismertetések a filmről
- Nádra Valéria: Titánia, Titánia, avagy a dublőrök éjszakája Kritika, 17. évfolyam, 11. szám, 1988., 43. oldal; online hozzáférés: 2025. február 7.
- Hegyi Gyula: Titánia, Titánia, avagy a dublőrök éjszakája Magyar Hírlap, 21. évfolyam, 197. szám, 1988. augusztus 18., 4. oldal; online hozzáférés: 2025. február 7.
- Zöldi László: Kritika helyett Élet és Irodalom, 32. évfolyam, 34. szám, 1988. augusztus 19., 12. oldal; online hozzáférés: 2025. február 7.
- Ny. M.: Elkészült, nyáron lesz – Titánia, Titánia, avagy a dublőrök éjszakája Pesti Műsor, 37. évfolyam, 22. szám, 1988. június 1., 69. oldal; online hozzáférés: 2025. február 7.
- Bársony Éva: Titánia, Titánia, avagy a dublőrök éjszakája Esti Hírlap, 33. évfolyam, 195. szám, 1988. augusztus 18., 2. oldal; online hozzáférés: 2025. február 7.
- Koltai Ágnes: Öt szerep keres egy szerzőt – Magyar film: Titánia, Titánia, avagy a dublőrök éjszakája Új Tükör, 25. évfolyam, 35. szám, 1988. augusztus 28., 29. oldal; online hozzáférés: 2025. február 7.
- Kovács András Bálint: A hatalom dublőre Filmvilág, 1988. 9. szám, 4-6. oldal; online hozzáférés: 2025. február 7.

## Érdekességek
- Bár Titánia a filmben kitalált országként jelenik meg, éppúgy, mint a Főtitán és neje is fiktív személyekként szerepelnek, aránylag sok momentum sugalmazta a korabeli közönségnek, hogy a film mintaképe valójában a Nicolae Ceaușescu és Elena Ceaușescu által diktatórikus módszerekkel irányított Románia lehetett.[1][2][3][4][5][6] A filmbéli diktátor párhoz hasonlóan a Ceaușescu-házaspár is több mint 20 éve állt már a szomszéd ország élén 1988-ban, megjelenik a filmben a falurombolás motívuma is – amely toposz egyértelműen hozzánőtt a „Kárpátok Géniusza” személyéhez –, Elena Ceaușescuról pedig köztudott volt, hogy lényegében iskolázatlanként vált a román tudományos élet főalakjává, több nyugati egyetem „díszdoktorává”, körülbelül úgy, mint a film bármihez értő „tudós” Angelikája, aki az éhező lakosság számára kigondolt fűevés doktrínájával „érdemelte ki” egy harmadik világbeli országból érkezett delegáció méteres nagyságú díszoklevelét.
- A főtitáni palotánál játszódó kültéri jeleneteket jól felismerhetően a budai Vár különböző  helyszínein vették fel, így többször is felismerhetően megjelenik a filmben a Buzogánytorony a Tabán felől oda felvezető lépcsővel, a budavári nagy rondella, illetve a Budavári Palota Oroszlános udvara is.
- A dublőrök szökését követően egyikük, aki paraszti sorból emelkedett a Főtitán hasonmásává, egy egyértelműen magyar nevű faluba[7] – mint egykori otthonába – akar hazautazni, ahol viszont azt tapasztalja, hogy a hajdani lakók szinte mind eltűntek, helyükre pedig az állam távoli vidékeiről idegeneket telepítettek, méghozzá úgy, hogy utóbbiakkal együtt költöztették a régi falujuk temetőjéből a hozzátartozóik síremlékeit is. Mivel a film készítése idején a magyar sajtó már fokozatosan egyre élénkebb figyelemmel kísérte a román állam azon lépéseit, amelyek különféle módon az erdélyi magyarság (vagy annak egyes részei) jogköreinek szűkítését célozták (és amely lépések között a fent írtakhoz hasonlóak is előfordultak), igen valószínű, hogy a korabeli közönség e motívumból is egyértelműen a ceaușescui román állam kifigurázását olvasta ki; sőt, épp ezért alappal feltételezhető, hogy a készítőket is ugyanez motiválta.[forrás?]